# Robert Wall
Robert Alan „Bob” Wall (ur. 22 sierpnia 1939 w San Jose w Kalifornii, zm. 30 stycznia 2022 w Los Angeles) – amerykański aktor specjalizujący się w sztukach walki.
Wystąpił w wielu filmach, lecz na uwagę zasługują dwie role u boku mistrza sztuk walk Bruce’a Lee: Droga smoka (ang. Way of the Dragon) z Chuckiem Norrisem oraz Wejście smoka (ang. Enter the Dragon).
Zagrał także w Grze śmierci (ang. Game of Death), niekompletnym filmie Bruce’a Lee z 1973 (54 minuty filmu nakręcone przed śmiercią Bruce’a Lee utracono). Wielu z nich nie udało się odtworzyć, a film uznano za okrutny żart, z powodu tajemniczej śmierci Bruce’a Lee.
Był ojcem chrzestnym aktora Freddiego Prinze’a Juniora.

## Filmografia
- 1972: Droga smoka jako Bob Fred
- 1973: Wejście smoka jako O'Hara
- 1978: Gra śmierci jako Carl Miller
- 1985: Zmowa milczenia (Code of Silence) jako twardziel
- 1986: Słoneczny wojownik jako Jose
- 1988: Bohater i Strach jako Wall
- 1994: Strażnik Teksasu jako Fisk
- 1997: Strażnik Teksasu jako Billy
- 1998: Strażnik Teksasu jako strażnik / Carlos
- 1999: Strażnik Teksasu jako Chico
- 2001: Strażnik Teksasu jako szeryf Rivers
- 2009: Krew i kość (Blood and Bone) jako O'Hara, jeden z ochroniarzy Franklina McVeigha (Julian Sands)